# Zapotèque de l'Isthme
Le zapotèque de l'Isthme (ou zapotèque de la plaine côtière, nom vernaculaire diidxazá ou didxazá) est une langue zapotèque parlée dans l'État de Oaxaca, au Mexique.

## Localisation géographique
Le zapotèque de l'Isthme est parlé dans les villes de Santo Domingo Tehuantepec et de Juchitán de Zaragoza dans l'État de Oaxaca, au Mexique,.

## Intelligibilité avec les variétés du zapotèque
Les locuteurs du zapotèque de l'Isthme ont une intelligibilité de 18 % du zapotèque de Petapa (le plus similaire).

## Écriture
Un alphabet standardisé a été adopté en 1956.